# Корчинский, Антон Филиппович
Антон Филиппович Корчинский (17 января 1911, Одесская область — 10 марта 1990) — комбайнер Чернянской МТС Красноокнянского района Одесской области. Герой Социалистического Труда (1951).

## Биография
Родился 17 января 1911 года в селе Чёрная, Окнянского района Одесской области, в многодетной семье. В три года остался круглой сиротой, воспитывался у приемных родителей.
С началом коллективизации и образованием колхоза в селе Чёрная в 1928 году работал комбайнером в Чернянский МТС. Во время Великой Отечественной войны работал в тылу комбайнером. После освобождения Одесской области вернулся на родину.
В 1950 году комбайном «Сталинець −6» за 24 рабочих дня Корчинский намолотил 8607 центнеров зерна.
Указом президиума Верховного Совета СССР от 6 апреля 1951 года при уборке и обмолоте зерновых культур в 1950 году Корчинскому Антону Филипповичу присвоено звание Героя Социалистического Труда с вручением ордена Ленина и золотой медали «Серп и Молот».
Был неоднократным победителем социалистических соревнований, участником Всесоюзной сельскохозяйственной выставки в 1954 году в городе Москве.
До выхода на пенсию 1980 году работал в колхозе имени Дзержинского в родном селе.
Жил в селе Чёрная. Скончался 10 марта 1990 года.
Награждён орденами Ленина, «Знак Почёта», медалями.